# نبیل عبدالتحلق
نبیل عبدالتحلق (انگلیسی: Nabil Abdul Tahlak؛ زادهٔ ۱۰ ژوئیهٔ ۱۹۵۷) تیرانداز اهل امارات متحده عربی بود.